# Мойсеївщинська сільська рада
Мойсеївщинська сільська рада (біл. Майсееўшчынскі сельсавет) — адміністративно-територіальна одиниця в складі Борисовського району розташована в Мінській області Білорусі. Адміністративний центр — Мойсеївщина.
Мойсеївщинська сільська рада розташована на межі центральної Білорусі, на північному сході Мінської області орієнтовне розташування — супутникові знимки [Архівовано 25 серпня 2011 у WebCite], на схід від районного центру Борисова.
До складу сільради входять 27 населених пунктів:
- Барань • Боровуха • Дуброва • Жортай • Жортайка • Загатець • Крашавиця • Клітне • Клітне (хутір) • Лютець • Маячне • Мойсеївщина • Нова Утіха • Обез • Обча • Павлівці • Палик • Пруди • Розривка • Ржавка • Сілець • Соколи • Старина • Старе Янчино • Утіха • Хонове • Хрост.

Рішенням Мінської обласної ради депутатів від 28 травня 2013 року, щодо змін адміністративно-територіального устрою Мінської області, до сільської рад було приєднано села:
- Троянівської сільської ради — Борсуки • Високий Берег • Височани • Запруддя • Іванківщина • Копачівка • Кравцова Нива • Курган • Максимівка • Михеївка • Мостище • Новосели • Осове • Погоріле • Рубіж • Селище • Стотківщина • Стотсберг • Троянівка • Фролівка.